# Jimmy Smith (football américain, 1969)
Pour les articles homonymes, voir Jimmy Smith (homonymie).
(en) Statistiques sur pro-football-reference
Jimmy Smith, né le 9 février 1969 à Détroit, est un joueur américain de football américain ayant joué au poste de wide receiver. Il a joué 13 saisons dans la National Football League (NFL) pour les Cowboys de Dallas (1992 à 1993) et les Jaguars de Jacksonville (1995 à 2005).

## Biographie

### Carrière universitaire
Étudiant à l'université d'État de Jackson, il a joué pour les Tigers de Jackson State de 1998 à 1991.

### Carrière professionnelle
Il est sélectionné par les Cowboys de Dallas au deuxième tour, en 36e position, lors de la draft 1992 de la NFL.
Durant sa première saison professionnelle, il manque les quatre premiers matchs de la saison après une fracture du péroné subie durant un entraînement avec l'équipe et joue avec un rôle limité. Il joue principalement dans les unités spéciales durant la saison et n'a pas enregistré la moindre réception. Il joue le Super Bowl XXVII contre les Bills de Buffalo, se concluant par la victoire des Cowboys, et remporte sa première bague de champion.
Après de bonnes performances en matchs préparatoires en vue de la saison 1993, il est diagnostiqué d'une appendicite après s'être plaint de douleurs au niveau de l'abdomen et doit subir d'urgence une appendicectomie. Quelques jours plus tard, il retourne à l'hôpital avec des douleurs intenses, des vomissements et un estomac gonflé dus à une grave infection post-chirurgicale qui aurait pu lui être fatale. Il subit par la suite une iléostomie dans laquelle une partie de son intestin a été enlevée et disséquée, avec un sac externe installé pour recueillir ses matières fécales. Il manque par conséquent toute la saison 1993, incluant le Super Bowl XXVIII remporté par les Cowboys. Les Cowboys considèrent que ses récents problèmes de santé ne sont pas reliés au football américain et décident de ne pas payer son salaire annuel de 350 000 dollars ainsi que sa pension et autres bénéfices, et proposent plutôt à Smith 100 000 dollars sans bénéfice, que ce dernier refuse. La NFL Players Association dépose un grief contre les Cowboys au nom de Smith en octobre 1993, qui considère que son salaire entier lui est dû, et celui-ci tourne à l'avantage de Smith qui obtient gain de cause après être passé en arbitrage en décembre 1993.
Il est libéré par les Cowboys en juillet 1994 après avoir refusé une diminution de salaire. Il signe par la suite aux Eagles de Philadelphie, mais n'est pas conservé dans l'équipe pour le début de la saison.
Il signe en 1995 avec les Jaguars de Jacksonville, nouvelle équipe dans la NFL. Il est le principal kick returner de l'équipe en début de saison et marque un touchdown, et commence à être utilisé en attaque plus tard durant la saison, réceptionnant 22 passes pour 288 yards de gain et 3 touchdowns. La saison suivante, il devient titulaire après que Andre Rison soit libéré de l'équipe en cours de saison et devient une des principales cibles du quarterback Mark Brunell. Il termine la saison avec 1 244 yards sur 83 passes réceptionnées et 7 touchdowns, et aide l'équipe à se rendre jusqu'au match de championnat de l'AFC.
Il continue de bien performer les saisons suivantes et devient un des joueurs importants dans l'attaque des Jaguars. Il forme avec son coéquipier Keenan McCardell une des meilleures paires de receveurs de la ligue et les deux joueurs sont référés en tant que « Thunder and Lightning » (« tonnerre et foudre »). La saison 1997 est marquée par une première sélection au Pro Bowl. En 1999, il mène la ligue sur les passes réceptionnées, au nombre de 116, et aide à faire des Jaguars la meilleure équipe de la saison régulière avec un bilan de 14 victoires et 2 défaites. 
Durant l'intersaison en 2001, ses problèmes de santé refont surface lorsqu'il subit trois chirurgies intestinales pour retirer une cicatrice liée à son appendicectomie lorsqu'il était avec les Cowboys. Cela n'affecte pas ses performances et est sélectionné pour la cinquième année consécutive au Pro Bowl à l'issue de la saison. En 2003, il est suspendu quatre parties pour avoir enfreint la politique antidrogue de la ligue.
Il annonce sa retraite sportive le 11 mai 2006 après 13 saisons dans la NFL. Il est le meilleur receveur de l'histoire des Jaguars avec un total de 12 287 yards par la réception.

## Statistiques
| Année              | Équipe                  | MJ                 |                       | Passes réceptionnées  | Passes réceptionnées  | Passes réceptionnées  | Passes réceptionnées |       | Courses | Courses | Courses | Courses |  | Fumbles | Fumbles |
| Année              | Équipe                  | MJ                 | Nb.                   | Yards                 | Moy.                  | TD                    | Nb.                  | Yards | Moy.    | TD      | Nb.     | Perdus  |  |         |         |
| 1992               | Cowboys de Dallas       | 7                  | -                     | -                     | -                     | -                     | -                    | -     | -       | -       | -       | -       |  |         |         |
| 1993               | Cowboys de Dallas       | 0                  | N'a pas joué (blessé) | N'a pas joué (blessé) | N'a pas joué (blessé) | N'a pas joué (blessé) |                      |       |         |         |         |         |  |         |         |
| 1995               | Jaguars de Jacksonville | 16                 | 22                    | 288                   | 13,1                  | 3                     | -                    | -     | -       | -       | 2       | 0       |  |         |         |
| 1996               | Jaguars de Jacksonville | 16                 | 83                    | 1 244                 | 15                    | 7                     | -                    | -     | -       | -       | 1       | 1       |  |         |         |
| 1997               | Jaguars de Jacksonville | 16                 | 82                    | 1 324                 | 16,1                  | 4                     | -                    | -     | -       | -       | 1       | 0       |  |         |         |
| 1998               | Jaguars de Jacksonville | 16                 | 78                    | 1 182                 | 15,2                  | 8                     | -                    | -     | -       | -       | 2       | 1       |  |         |         |
| 1999               | Jaguars de Jacksonville | 16                 | 116                   | 1 636                 | 14,1                  | 6                     | -                    | -     | -       | -       | 1       | 1       |  |         |         |
| 2000               | Jaguars de Jacksonville | 15                 | 91                    | 1 213                 | 13,3                  | 8                     | -                    | -     | -       | -       | 1       | 0       |  |         |         |
| 2001               | Jaguars de Jacksonville | 16                 | 112                   | 1 373                 | 12,3                  | 8                     | 1                    | -3    | -3      | 0       | 1       | 0       |  |         |         |
| 2002               | Jaguars de Jacksonville | 16                 | 80                    | 1 027                 | 12,8                  | 7                     | 1                    | 2     | 2       | 0       | 0       | 0       |  |         |         |
| 2003               | Jaguars de Jacksonville | 12                 | 54                    | 805                   | 14,9                  | 4                     | -                    | -     | -       | -       | 1       | 0       |  |         |         |
| 2004               | Jaguars de Jacksonville | 16                 | 74                    | 1 172                 | 15,8                  | 6                     | -                    | -     | -       | -       | 2       | 1       |  |         |         |
| 2005               | Jaguars de Jacksonville | 16                 | 70                    | 1 023                 | 14,6                  | 6                     | -                    | -     | -       | -       | 0       | 0       |  |         |         |
| Totaux en carrière | Totaux en carrière      | Totaux en carrière | 862                   | 12 287                | 14,3                  | 67                    | 2                    | -1    | -0,5    | 0       | 12      | 4       |  |         |         |